# Comoara Națională (film)
Comoara Națională (nume original National Treasure) este un film american de aventură produs și lansat de Walt Disney Pictures, pe 15 noiembrie 2004. A fost scenarizat de Jim Kouf, Ted Elliott, Terry Rossio și The Wibberleys, produs de Jerry Bruckheimer și regizat de Jon Turteltaub. Acesta este primul film din franciza National Treasure și îi are în rolurile principale pe Nicolas Cage, Harvey Keitel, Jon Voight, Diane Kruger, Sean Bean, Justin Bartha și Christopher Plummer.

## Desfășurare
Ben Gates (Nicolas Cage) trebuie să fure Declarația de Independență pentru că pe spatele ei este codat locul unde stă ascunsă o colosală comoară. Bineînțeles că el are concurență în Ian, unul din asociații săi, plus o echipă FBI.

## Distribuția
- Nicolas Cage (Ben Gates)
- Sean Bean (Ian Howe)
- Diane Kruger (Abigail Chase)
- Justin Bartha (Riley Poole)
- Jon Voight (Patrick Gates)
- Harvey Keitel (Sadusky)
- Christopher Plummer (John Adams Gates)